# Nenad Minaković
Nenad Minaković (serbisch-kyrillisch Ненад Минаковић; * 3. Oktober 1989 in Novi Sad, Sozialistische Republik Serbien, SFR Jugoslawien) ist ein serbischer Fußballschiedsrichter. Seit 2021 steht er auf der FIFA-Liste.
Seit der Saison 2015/16 leitet Minaković Spiele der zweiten serbischen Fußballliga. Im Oktober 2017 gab er beim Spiel zwischen Mačva Šabac und Borac Čačak sein Debüt in Serbiens höchster Spielklasse, der SuperLiga. Seit der Saison 2018/19 gehört er dauerhaft zum Kader der Unparteiischen in dieser Liga. Im Dezember 2023 leitete er erstmals das Ewige Derby zwischen Partizan Belgrad und Roter Stern.
Zum Jahresbeginn 2021 nominierte ihn der Serbische Fußballverband für die FIFA-Liste, was ihn zur Leitung internationaler Partien berechtigt. Sein offizielles internationales Debüt konnte Minaković im Juli 2022 feiern, als er die Begegnung der UEFA-Europa-Conference-League-Quali zwischen Pogoń Stettin und Brøndby IF leitete. Sein erstes A-Länderspiel folgte im Rahmen der EM-Qualifikation bei der Partie zwischen Aserbaidschan und Belgien.
Im Frühjahr 2024 war er Schiedsrichter bei der U-17-EM in Zypern.